# Colônia Terra Nova
Colônia Terra Nova é um bairro do município brasileiro de Manaus, capital do estado do Amazonas. Localiza-se na Zona Norte da cidade. De acordo com estimativas da Secretaria de Desenvolvimento Econômico, Ciência, Tecnologia e Inovação do Amazonas (SEDECTI), sua população era de 53 287 habitantes em 2017.
Integram o bairro os loteamentos Santa Marta e América do Sul, além das comunidades Jesus Me Deu e Rio Piorini.

## História
Tem história ligada ao bairro Novo Israel. A comunidade teve início a partir de invasões de terras ocorridas por volta de 1988. Os primeiros moradores vieram da região Nordeste, em busca de emprego na Zona Franca de Manaus e, principalmente do bairro Novo Israel. Outra parte dessa população que migrou para o bairro foram pessoas que não conseguiram permanecer na Compensa.
Quando o bairro foi loteado, a população teve o cuidado de separar os terrenos que seriam futuros órgãos públicos, principalmente para a construção de igrejas católicas. Das quais, uma delas, a Nossa Senhora do Rosário, teve grande participação no crescimento da Colônia Terra Nova, pois ajudou na catequização do bairro e em benfeitorias, como escolas de reforços para alunos que para estudar tinham que se deslocar a outros bairros. Ela foi inaugurada no ano seguinte da fundação do bairro, 1989. Ainda há no local um número expressivo de várias igrejas evangélicas que, como a população, cresce rapidamente.
O bairro Colônia Terra Nova teve esse nome devido haver no local uma colônia de agricultores. Com alguns anos de existência, alguns moradores contam que o bairro era muito violento, tinha grande incidência de "galeras", formada por jovens desocupados que atormentavam a vida dos moradores. Atualmente o bairro não tem essa incidência de ''galeras'' como no início.
Integram o bairro: o conjunto Viver Melhor 4; os loteamentos América do Sul (parcialmente), Vale da Felicidade, Rio Piorini I a IV (sendo a quarta etapa parcialmente) e Recreio Canaã.

## Atualidade
O bairro divide-se em Terra Nova I, II e III, todos em situação ainda precária. A população sofre com a falta de uma boa infraestrutura e enfrenta problemas na área social. Possui boa rede de transporte coletivo (A030, 034, 301, a317, 329, 355, 455 e 458). Não possui escolas suficiente para a demanda da comunidade, obrigando os estudantes a procurarem escolas de bairros vizinhos, como Novo Israel, Monte das Oliveiras e Cidade Nova.

### Localização
Localiza-se na Zona norte de Manaus. Limita-se com os bairros de:
- Santa Etelvina;
- Novo Israel;
- Monte das Oliveiras;
- Tarumã e
- Cidade Nova.

## Transportes
Colônia Terra Nova é servido pelas empresas de ônibus Eucatur Transportes Coletivos ,Líder transporte  e Vega Transporte.Com as linhas 034,301 e 355. 500 550 329, A030, A317